# Kombinacja norweska na Memoriale Bronisława Czecha i Heleny Marusarzówny
Kombinacja norweska na Memoriale Bronisława Czecha i Heleny Marusarzówny były jedną z dyscyplin narciarstwa klasycznego oraz narciarstwa alpejskiego, w której rywalizowali zawodnicy od 1946 do 1994 w Zakopanem.
Od 1946 mężczyźni rywalizowali w czwórboju, w którym jedną z konkurencji była kombinacja norweska. Na program zawodów od 1952 składały się kombinacja norweska (w tym bieg narciarski) i kombinacja alpejska oraz otwarty konkurs skoków narciarskich. W 1953 do programu dodano otwarty bieg narciarski na 15 km, w 1955 otwarty bieg narciarski na 30 km oraz sztafetę 4 × 10 km, a w 1963 drugi otwarty konkurs skoków narciarskich.
Od 1953 Memoriał Bronisława Czecha i Heleny Marusarzówny był międzynarodową imprezą oraz jednym z ważniejszych wydarzeń sportowych w kalendarzu narciarskich zawodów FIS (FIS Race). Ranga Memoriału malała wraz z powstawaniem Pucharów Świata w poszczególnych dyscyplinach. On sam co prawda nadal znajdował się w kalendarzu FIS, ale stawał się imprezą trzeciorzędną. W 1994 odbyły się ostatnie zawody o Memoriał rozgrywane w konkurencjach klasycznych i alpejskich.

## Medaliści Memoriału Bronisława Czecha i Heleny Marusarzówny (kombinacja norweska)
| Data                                                                                   | 1. miejsce                | Państwo        | 2. miejsce                | Państwo        | 3. miejsce                | Państwo        |
| -------------------------------------------------------------------------------------- | ------------------------- | -------------- | ------------------------- | -------------- | ------------------------- | -------------- |
| Zawody nie zaliczane do klasyfikacji generalnej Pucharu Świata w kombinacji norweskiej |                           |                |                           |                |                           |                |
| 1994                                                                                   |                           |                |                           |                |                           |                |
| 1993                                                                                   |                           |                |                           |                |                           |                |
| 1992                                                                                   |                           |                |                           |                |                           |                |
| 02.1991                                                                                |                           |                |                           |                |                           |                |
| 1990                                                                                   |                           |                |                           |                |                           |                |
| 1989                                                                                   |                           |                |                           |                |                           |                |
| 03.1988                                                                                | Stanisław Ustupski        | Polska         | Vladimir Rzepka           | Czechosłowacja | Tadeusz Bafia             | Polska         |
| 14-15.03.1987                                                                          | Tadeusz Bafia             | Polska         | Ladislav Patráš           | Czechosłowacja |                           |                |
| 03.1986                                                                                | Stanisław Ustupski        | Polska         | Berndt Blechschmidt       | NRD            | Ján Klimko                | Czechosłowacja |
| 08-09.03.1985                                                                          | Lothar Hopf               | NRD            | Ján Klimko                | Czechosłowacja | Jörg Beetz                | NRD            |
| 27-28.01.1984                                                                          | Stanisław Kawulok         | Polska         | Tadeusz Bafia             | Polska         | Józef Pawlusiak           | Polska         |
| Zawody organizowane w ramach zawodów FIS (FIS Race)                                    |                           |                |                           |                |                           |                |
| 28-29.01.1983                                                                          | Ján Klimko                | Czechosłowacja | Tadeusz Bafia             | Polska         | Rudolf Vojkůvka           | Czechosłowacja |
| 30-31.01.1982                                                                          | Józef Pawlusiak           | Polska         | Stanisław Kawulok         | Polska         |                           |                |
| 30-31.01.1981                                                                          | Karl Lustenberger         | Szwajcaria     | Simone Opitz              | NRD            | Józef Pawlusiak           | Polska         |
| 01.1980                                                                                | Stanisław Kawulok         | Polska         | Jan Legierski             | Polska         | Wolfgang Mühlin           | NRD            |
| 14-15.02.1979                                                                          | Karl Lustenberger         | Szwajcaria     | Andrzej Zarycki           | Polska         | Józef Pawlusiak           | Polska         |
| 13-14.03.1978                                                                          | Kazimierz Długopolski     | Polska         | Stanisław Kawulok         | Polska         | Gunter Schmieder          | NRD            |
| 14-15.03.1977                                                                          | Konrad Winkler            | NRD            | Gunter Schmieder          | NRD            | Bernd Zimmermann          | NRD            |
| 13-14.03.1976                                                                          | Bernd Zimmermann          | NRD            | Kazimierz Długopolski     | Polska         | Gunter Schmieder          | NRD            |
| 14-16.03.1975                                                                          | Kazimierz Długopolski     | Polska         | Arnfinn Henden            | Norwegia       | Stanisław Kawulok         | Polska         |
| 03.1974                                                                                | Stanisław Kawulok         | Polska         | Stefan Hula               | Polska         | Jan Legierski             | Polska         |
| 16-17.03.1973                                                                          | Kazimierz Długopolski     | Polska         | Jan Legierski             | Polska         | Stanisław Kawulok         | Polska         |
| 18-19.03.1972                                                                          |                           |                |                           |                |                           |                |
| 03.1971                                                                                | Kazimierz Długopolski     | Polska         | Zbigniew Hola             | Polska         | Jaroslav Svoboda          | Czechosłowacja |
| 20-21.03.1970                                                                          | Karl-Heinz Luck           | NRD            | Stefan Hula               | Polska         | Zbigniew Hola             | Polska         |
| 07-08.03.1969                                                                          | Józef Gąsienica Daniel    | Polska         | Karl-Heinz Luck           | NRD            | Zbigniew Hola             | Polska         |
| 03.1968                                                                                | Józef Gąsienica           | Polska         | Jan Kawulok               | Polska         | Erwin Fiedor              | Polska         |
| 03.1967                                                                                | Józef Gąsienica Daniel    | Polska         | Erwin Fiedor              | Polska         | Józef Gąsienica           | Polska         |
| 19-20.03.1966                                                                          | Józef Gąsienica Daniel    | Polska         | Erwin Fiedor              | Polska         | Roland Weißpflog          | NRD            |
| 19-20.03.1965                                                                          | Korneliusz Legierski      | Polska         | Erwin Fiedor              | Polska         | Stefan Oleksak            | Czechosłowacja |
| 21-22.03.1964                                                                          | Jerzy Kuroczko            | Polska         | Josef Kutheil             | Czechosłowacja | Peter Bayer               | Czechosłowacja |
| 03.1963                                                                                |                           |                |                           |                |                           |                |
| 15-16.03.1962                                                                          | Józef Karpiel             | Polska         | Erwin Fiedor              | Polska         | Franciszek Gąsienica Groń | Polska         |
| 02.1961                                                                                | Dmitrij Koczkin           | ZSRR           | Józef Gąsienica           | Polska         | Günter Flauger            | NRD            |
| 18-20.03.1960                                                                          | Vlastimil Melích          | Czechosłowacja | Stanisław Karpiel         | Polska         |                           |                |
| 13-14.03.1959                                                                          | Bengt Eriksson            | Szwecja        | Kristoffer Grøtli         | Norwegia       | Józef Karpiel             | Polska         |
| 21-22.03.1958                                                                          | Jerzy Kuroczko            | Polska         | Zdzisław Hryniewiecki     | Polska         | Józef Karpiel             | Polska         |
| 22-23.03.1957                                                                          | Aleksander Kowalski       | Polska         | Franciszek Gąsienica Groń | Polska         | Vítězslav Lahr            | Czechosłowacja |
| 20-21.03.1956                                                                          | Franciszek Gąsienica Groń | Polska         | Aleksander Kowalski       | Polska         | Jan Raszka                | Polska         |
| 18-19.03.1955                                                                          | Józef Daniel Krzeptowski  | Polska         | Vlastimil Melích          | Czechosłowacja | Josef Nüsser              | Czechosłowacja |
| 29-30.03.1954                                                                          | Jan Raszka                | Polska         | Aleksander Kowalski       | Polska         | Józef Karpiel             | Polska         |
| 26-27.03.1953                                                                          | Józef Daniel Krzeptowski  | Polska         | Herbert Leonhardt         | NRD            | Vlastimil Melích          | Czechosłowacja |
| Zawody krajowe                                                                         |                           |                |                           |                |                           |                |
| 31.03-01.04.1952                                                                       | Aleksander Kowalski       | Polska         | Jan Raszka                | Polska         | Józef Karpiel             | Polska         |
| zob. Zwycięzcy czwórboju na Memoriale Bronisława Czecha i Heleny Marusarzówny          |                           |                |                           |                |                           |                |
| 03.1951                                                                                |                           |                |                           |                |                           |                |
| 03.1950                                                                                | Józef Daniel Krzeptowski  | Polska         | Jan Kula                  | Polska         | Stefan Dziedzic           | Polska         |
| 03.1949                                                                                | Józef Daniel Krzeptowski  | Polska         |                           |                |                           |                |
| 03.1948                                                                                |                           |                |                           |                |                           |                |
| 04.1947                                                                                |                           |                |                           |                |                           |                |
| 03.1946                                                                                |                           |                |                           |                |                           |                |